# Chuồn chuồn ngô hoàng đế
Chuồn chuồn ngô hoàng đế hay Chuồn chuồn hoàng đế xanh, tên khoa học Anax imperator, là một loài chuồn chuồn lớn, săn mồi trong họ Aeshnidae. Loài này được Leach mô tả khoa học đầu tiên năm 1815.
Loài chuồn chuồn này có chiều dài trung bình 78 milimét (3,1 in). Nó được tìm thấy chủ yếu ở châu Âu và gần châu Phi và châu Á.

## Nhận dạng

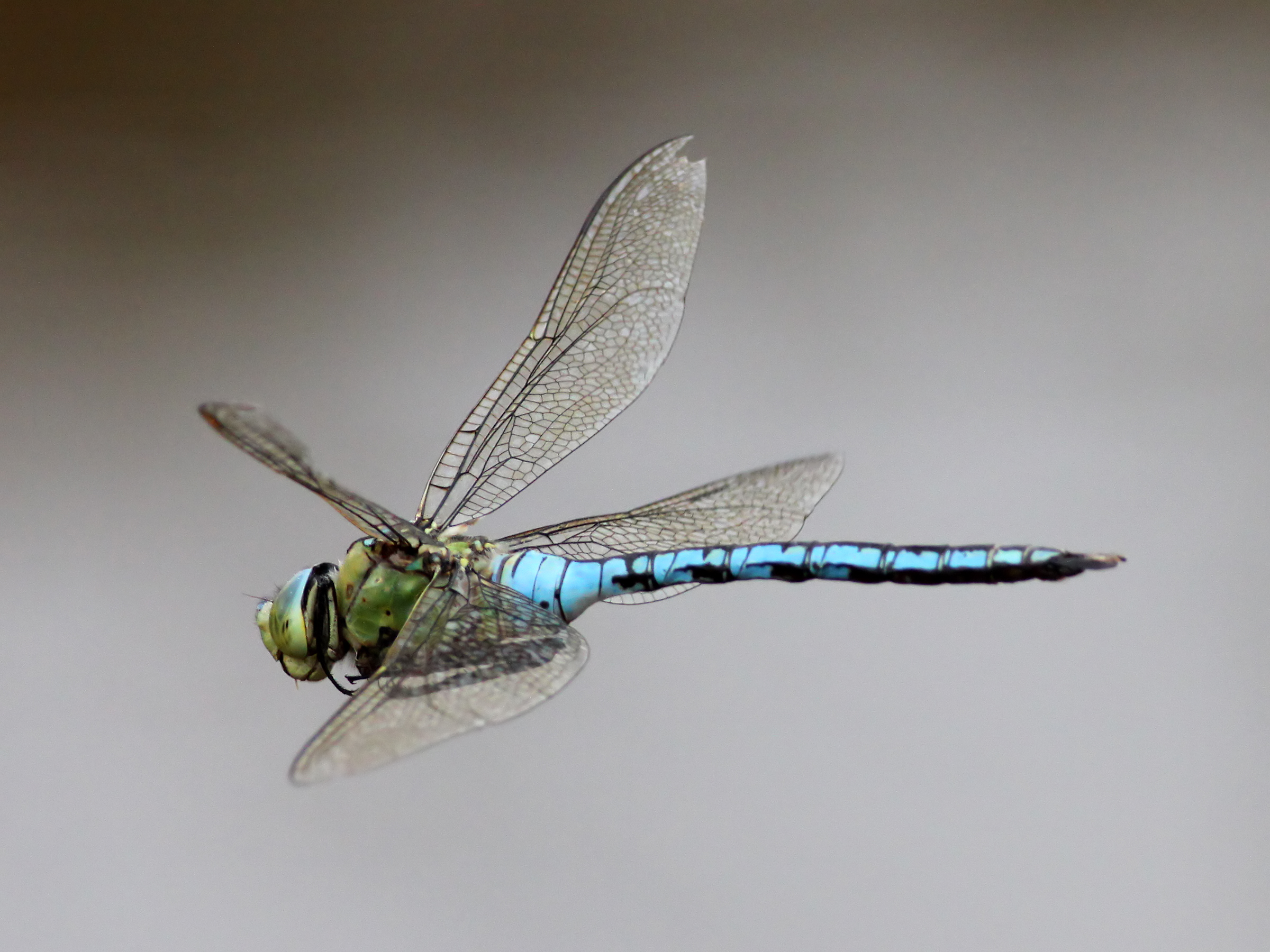
Con đực A. imperator đang bay

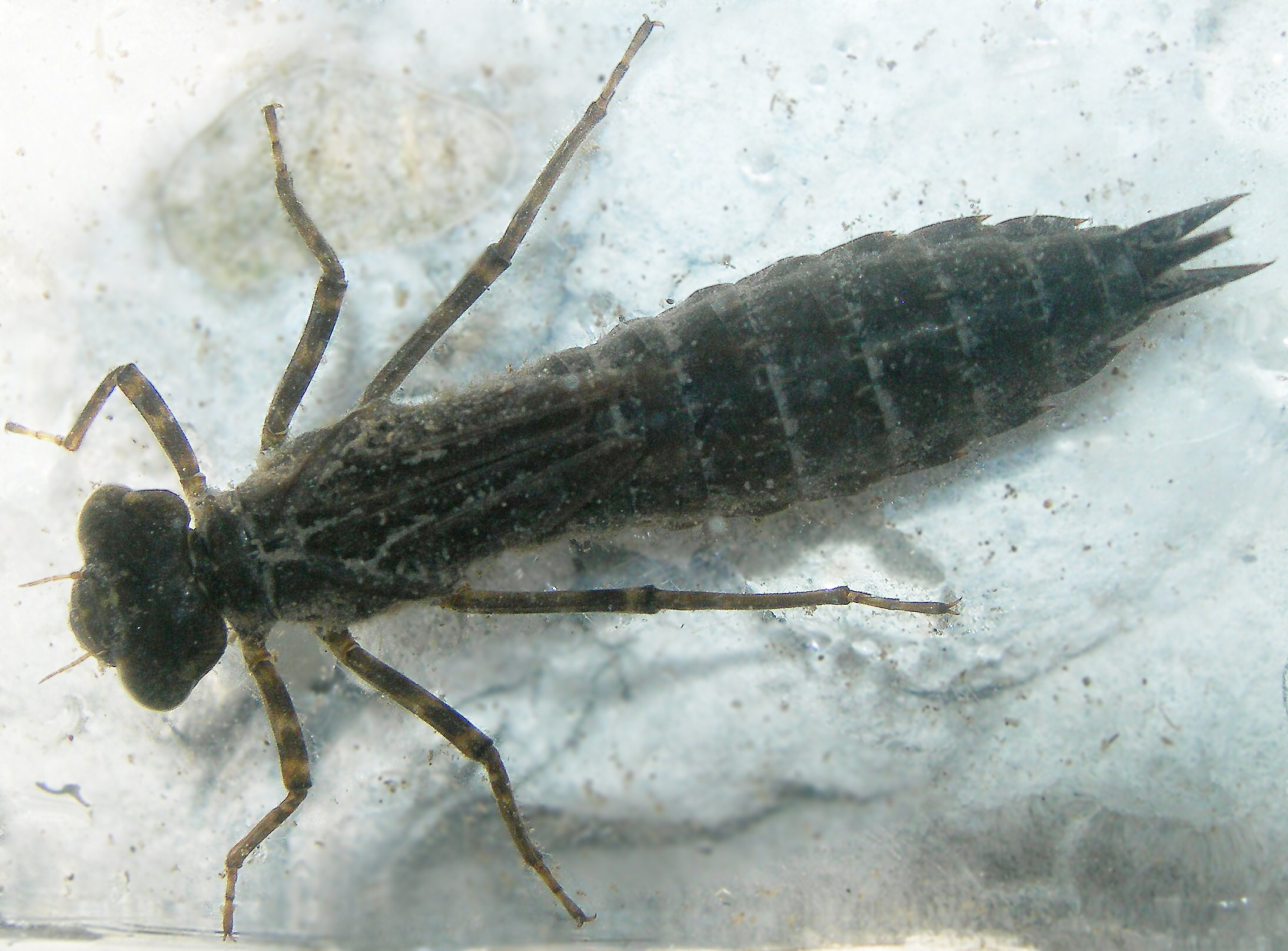
Ấu trùng của A. imperator

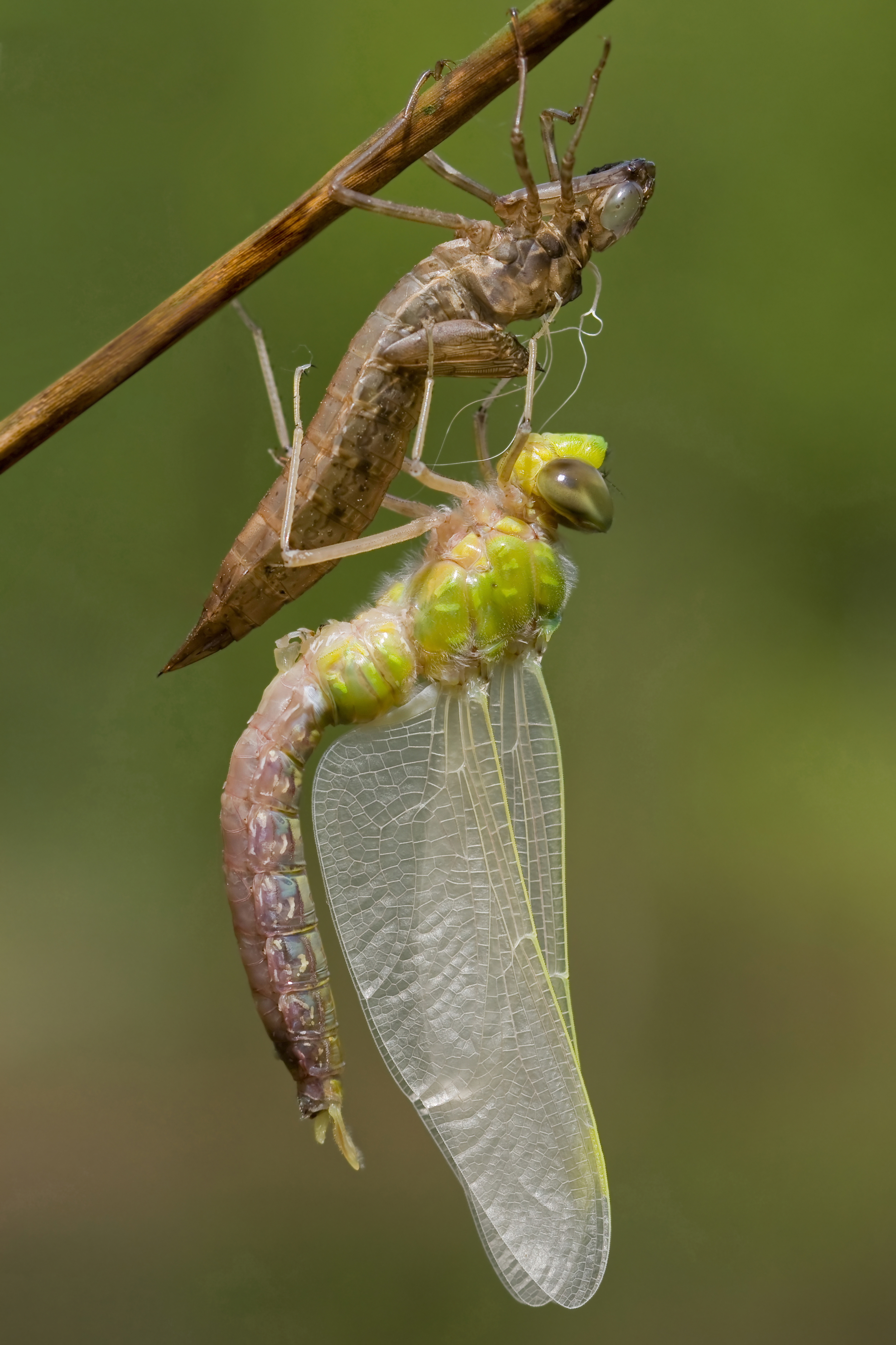
A. imperator trưởng thành

Con đực có bụng màu xanh lá cây điểm một dải đen và thorax xanh táo. Con cái có một thorax và bụng màu xanh lá cây. Con đực có lãnh thổ riêng và khó tiếp cận. Loài này sinh sống bên các hồ nhỏ, sông chảy chậm.

## Hành vi
Loài chuồn chuồn này là một trong các loài lớn nhất ở châu Âu. Chúng thường bay cao lên trời trong mỗi đợt săn mồi, con mồi của chúng gồm bướm ngày, Four-spotted Chaser và tadpoles; con mồi nhỏ bị ăn ở cánh. Con cái đẻ trứng vào cây như pondweed, và thường đẻ một mình.

## Hình ảnh

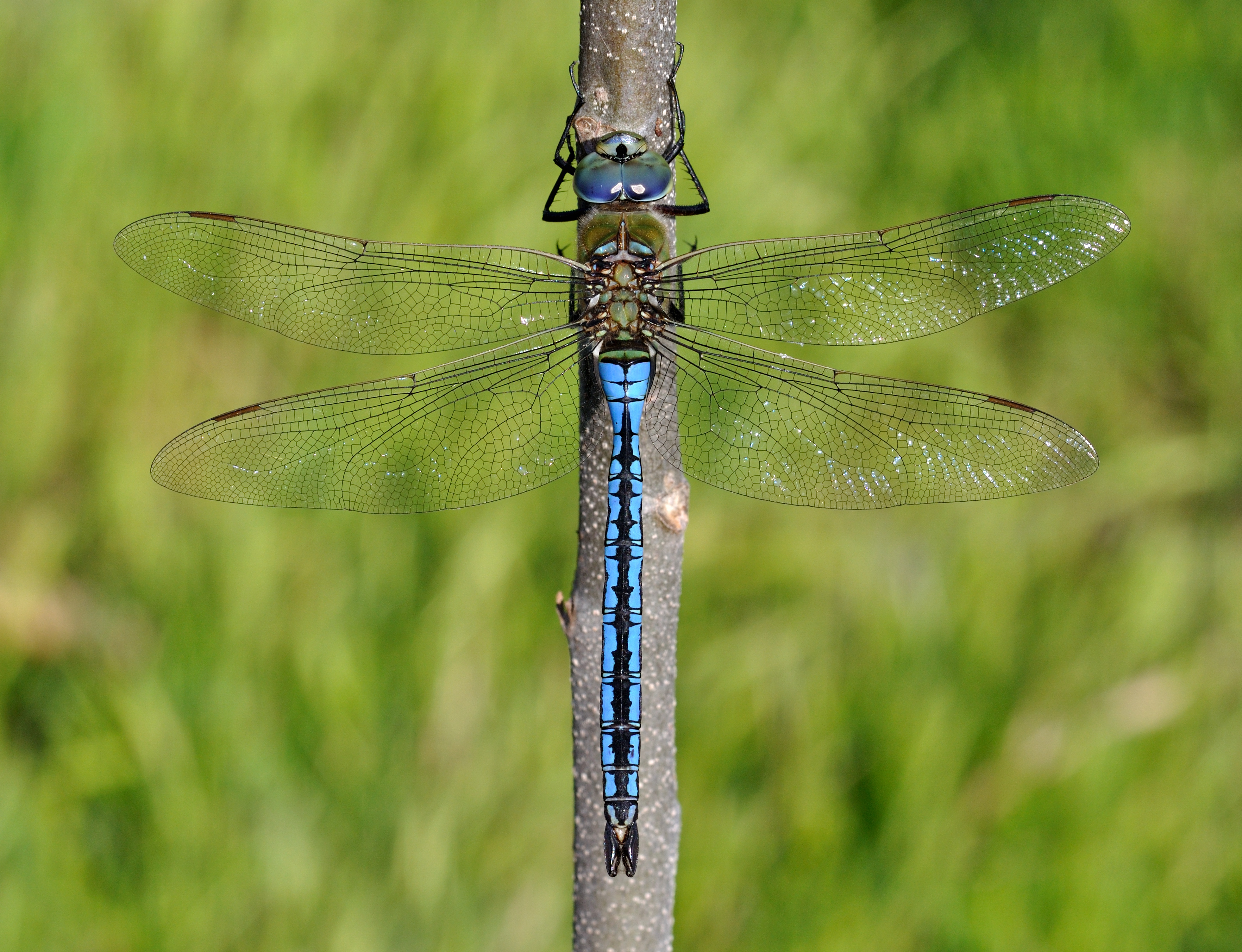
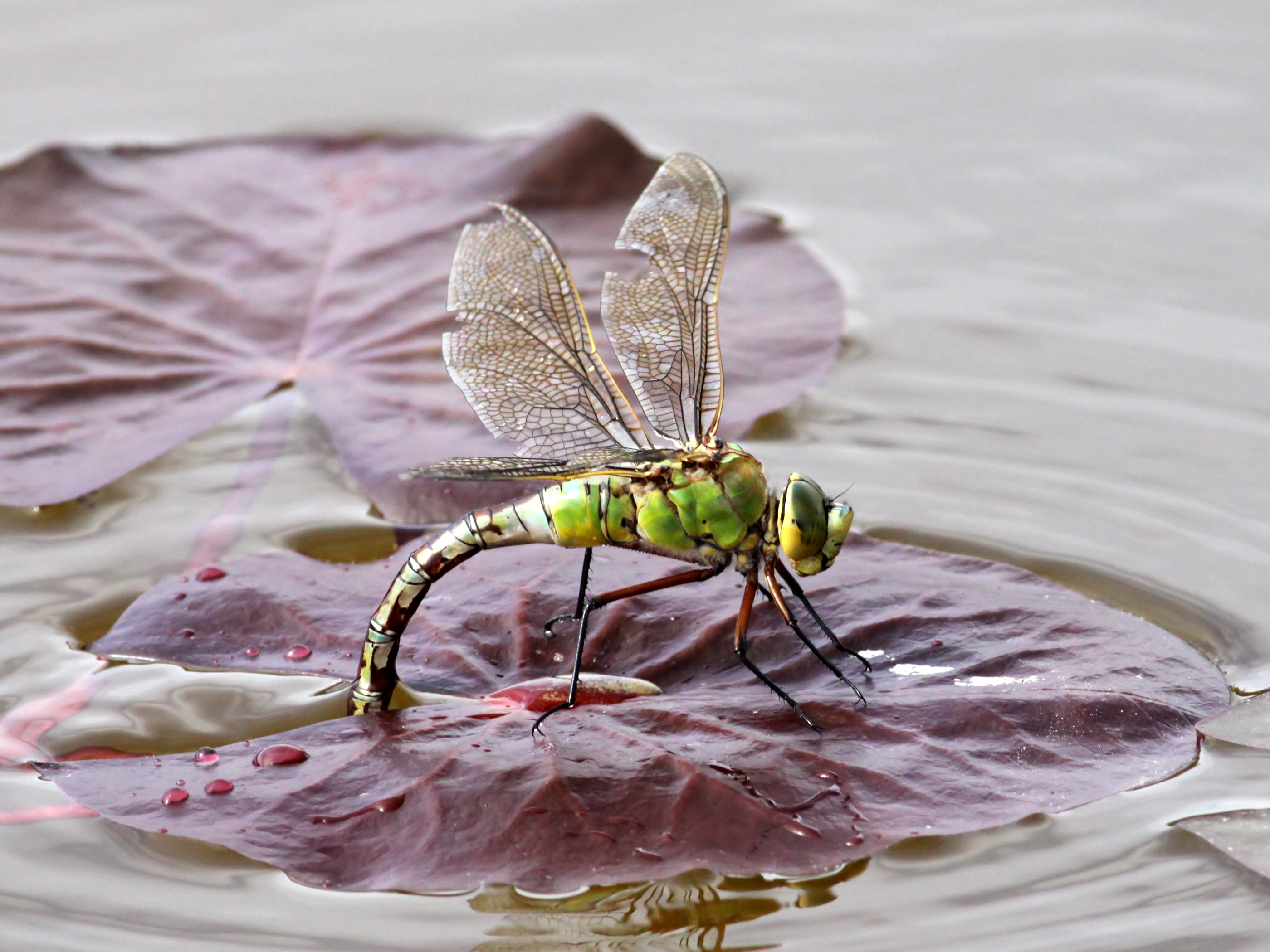
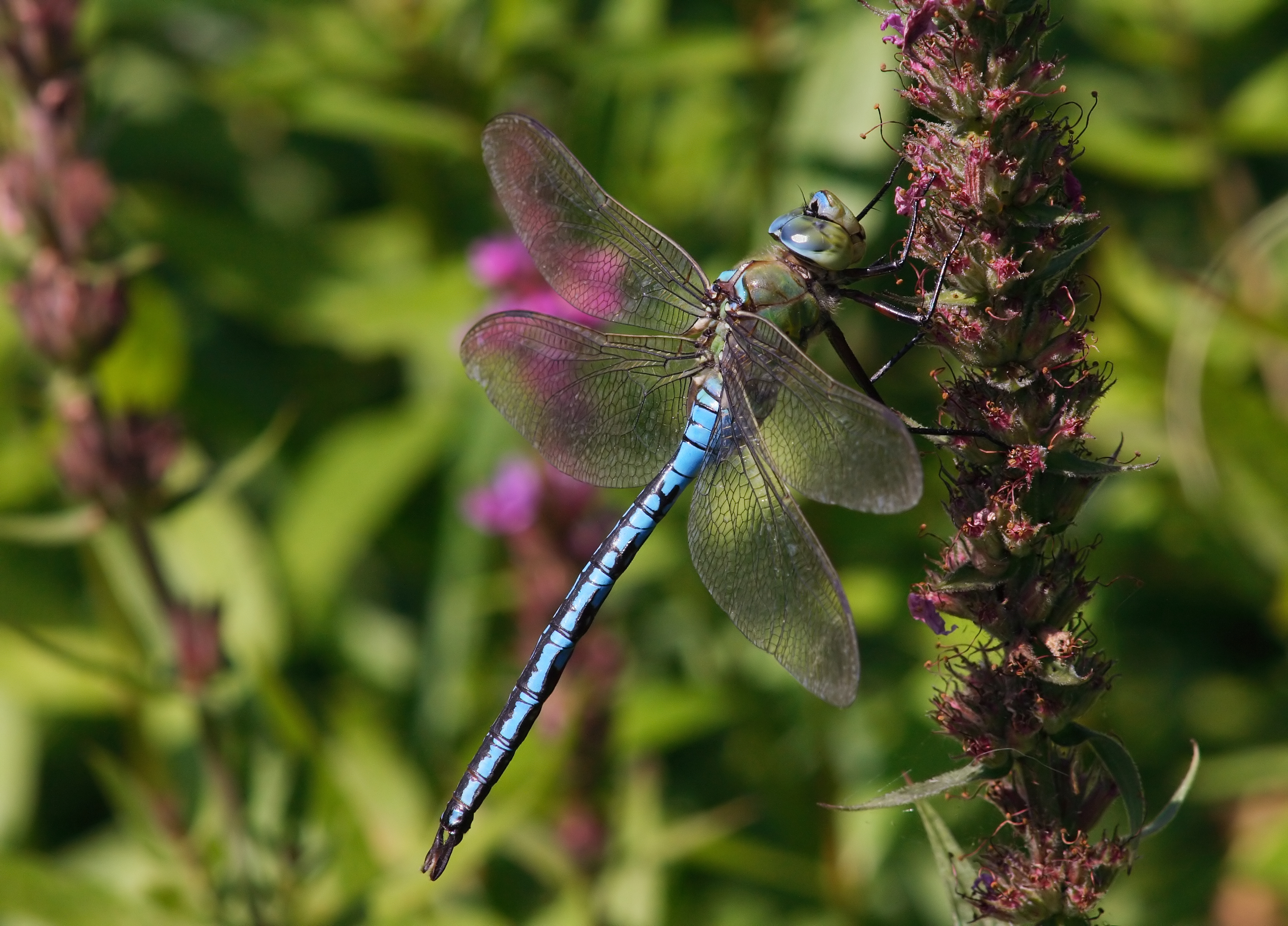
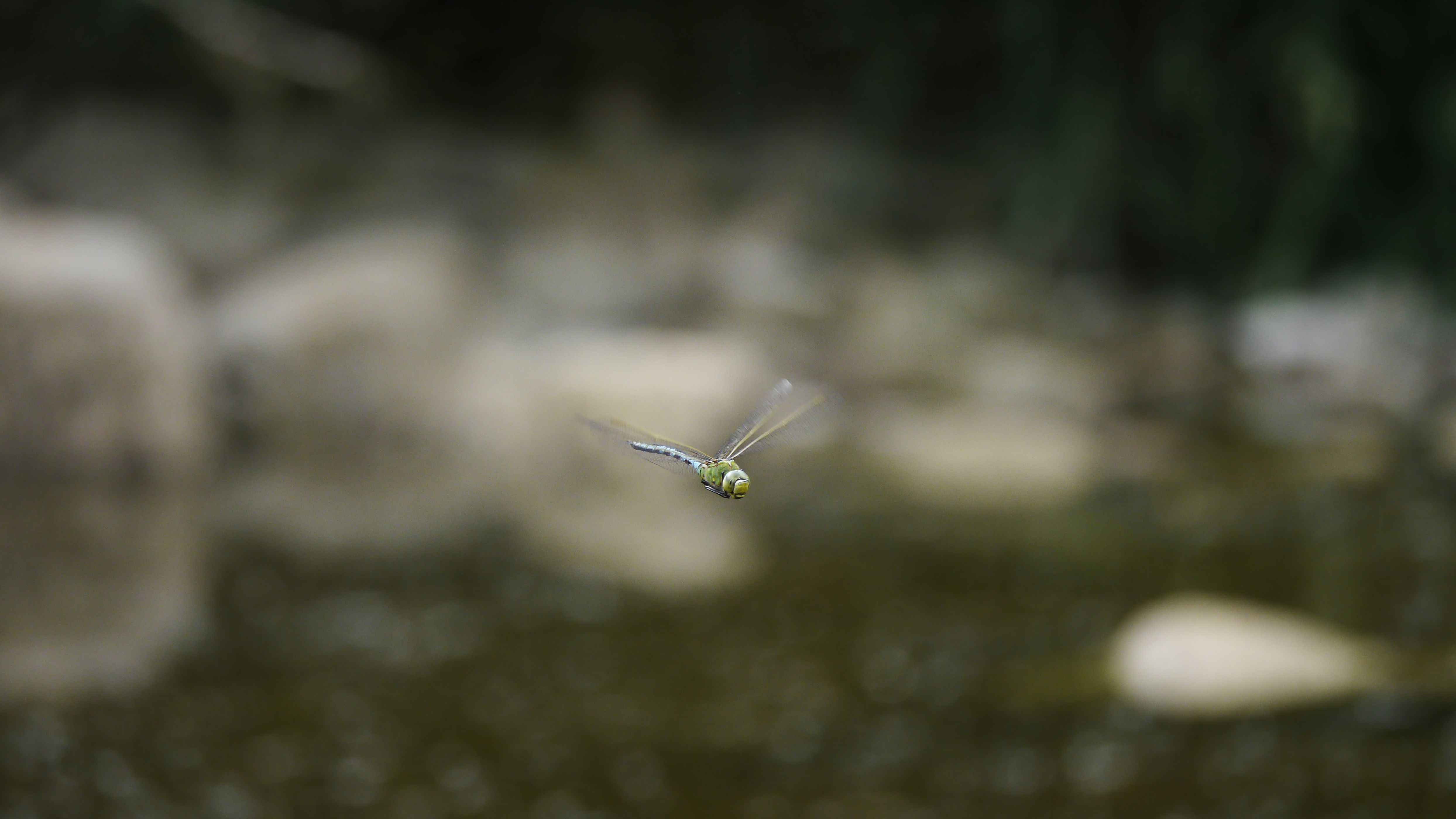
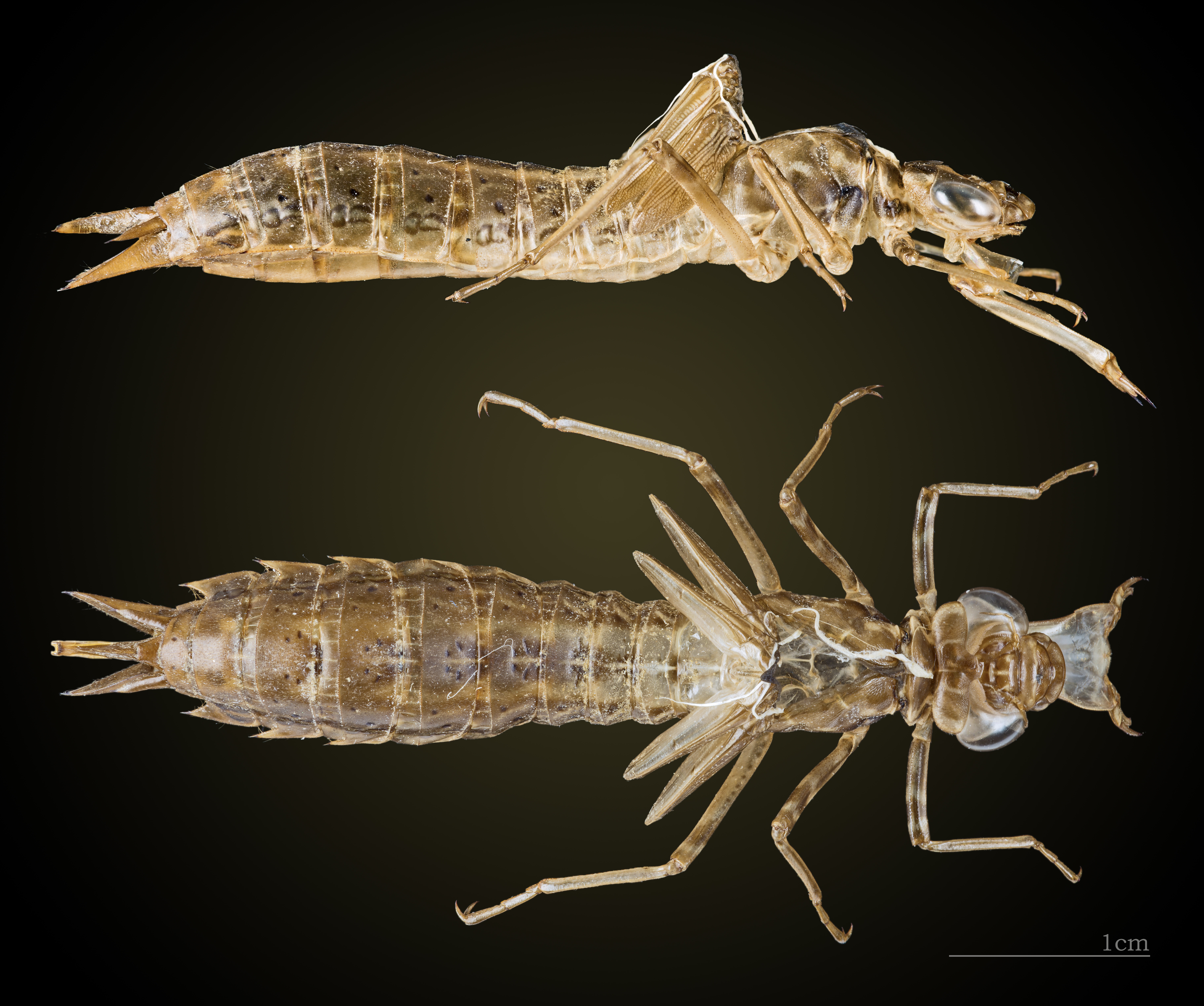